# The Equalizer 2
The Equalizer 2 is een Amerikaanse vigilante-actie-misdaadfilm uit 2018 onder regie van Antoine Fuqua. Het is een vervolg op de film The Equalizer uit 2014, dat gebaseerd is op de gelijknamige televisieserie uit de jaren tachtig. Denzel Washington, die eerder ook met Fuqua samenwerkte voor de films Training Day, The Equalizer en The Magnificent Seven, vertolkte wederom de hoofdrol.

## Verhaal
Voormalig marinier en privédetective Robert McCall neemt opnieuw het recht in eigen hand, als wederom onschuldige mensen het slachtoffer worden van een misdrijf.

## Rolverdeling
| Acteur            | Personage       |
| ----------------- | --------------- |
| Denzel Washington | Robert McCall   |
| Pedro Pascal      | Dave York       |
| Ashton Sanders    | Miles Whittaker |
| Orson Bean        | Sam Rubinstein  |
| Bill Pullman      | Brian Plummer   |
| Melissa Leo       | Susan Plummer   |
| Jonathan Scarfe   | Resnik          |
| Sakina Jaffrey    | Fatima          |